# Colono
Na era dos impérios coloniais, colono era o indivíduo que se fixava numa colônia, em geral de forma permanente.
No Brasil, o termo colono se refere a duas situações do trabalhador na agricultura: 
- No Estado de São Paulo, o termo se refere ao trabalhador agrícola que trabalha por meação, contrato segundo o qual o lavrador fica com a metade da colheita, devendo entregar a outra metade ao proprietário da terra.
- Na Região Sul do Brasil, colono é o trabalhador dos núcleos coloniais  estabelecidos pelo governo no século XIX, visando a introdução de imigrantes, os quais recebiam um pequeno lote para cultivar, podendo trabalhar também nas fazendas ao redor.
- Na Região Nordeste do Brasil,  colonos são os proprietários de lotes situados em áreas incluídas em projetos de irrigação  (ver, por exemplo, o Projeto Curaçá), criados pelo governo.

No Brasil, a Lei Federal  nº 5.496, de 5 de setembro de 1968, instituiu o dia 25 de julho como o Dia do Colono.